# Emsigerland
Emsigerland er et historisk frisisk landskab i det vestlige Østfrisland, Niedersachsen, Tyskland. Området ligger ved Vadehavet omkring byen Emden. 
Emsigerland grænsede mod nord til det frisiske landskab Federgo, i nordøst til Brokmerland, i øst til Moormerland og i syd til Rheiderland.
Emsigerland har sin oprindelse i Emsgo (Emsgau). Mens der i det øvrige Østfrisland efter tiden for den frisiske frihed etableredes et system af høvdingefamilier, forblev Emsigerland og de andre lande i Emsgau autonome. Dette ændredes i 1379, da først familien tom Brok og senere familien Cirksena fik magten i området. 